# Teologia natural
La teologia natural, també anomenada teologia racional, és l'intent de trobar proves de Déu sense recorre a cap revelació sobrenatural. Es distingeix, així, de la teologia revelada, basada en les Escriptures o en experiències religioses.
Aquesta expressió és usada en l'actualitat principalment per seguidors del disseny intel·ligent, per tractar de donar valor a proves que consideren científiques, però que són descartades i considerades errònies per les ciències naturals; o usada per alguns tipus de partidaris de l'evolució teística, com el possible origen d'una futura explicació natural de Déu.

## Autors o obres més destacades

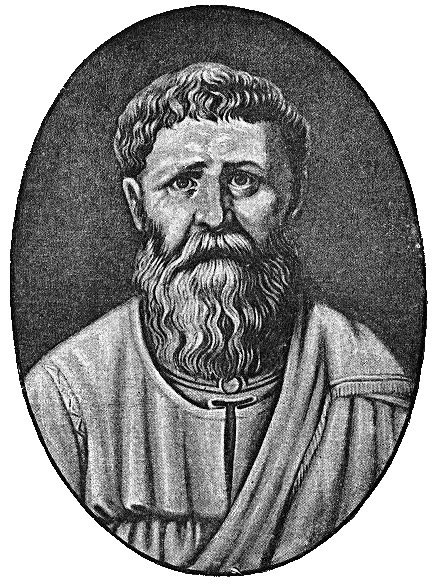
San Agustí d'Hipona.

- L'expressió "teologia natural" (theologia naturalis) sembla haver estat utilitzada per primera vegada per Agustí d'Hipona.
- Thomas Barlow: Execreitationes aliquot metaphysicae de Deo (1637)
- Robert Boyle: Disquisition About the Final Causes of Natural Things (1688)
- John Ray: Wisdom of God Manifested in the Works of the Creation (1691)
- William Paley: Natural Theology, or Evidences of the Existence and Attributes of the Deity collected from the Appearances of Nature.
- Thomas Paine: Deism, The Age of Reason. In it he uses reason to establish a belief in Nature's Designer who man calls God.
- Horace Mann
- Edward Hitchcock: The Religion of Geology and its Connected Sciences (Boston, 1851).
- Adam Lord Gifford: The Gifford Lectures
- Els Tractats Bridgewater: A la seva mort, el compte de Bridgewater va arribar una suma de diners important per finançar la redacció d'una sèrie de volums "sobre el poder, la saviesa i la bondat de Déu, tal com es manifesta en la creació":

1. The Adaptation of External Nature to the Moral and Intellectual Condition of Man, per Thomas Chalmers
2. The Adaptation of External Nature to the Physical Condition of Man, per John Kidd
3. Astronomy and General Physics considered with reference to Natural Theology, per William Whewell
4. The hand, its Mechanism and Vital Endowments as evincing Design, per Sir Charles Bell.
5. Animal and Vegetable Physiology considered with reference to Natural Theology, per Peter Mark Roget.
6. Geology and Mineralogy considered with reference to Natural Theology, per William Buckland
7. The Habits and Instincts of Animals with reference to Natural Theology, per William Kirby.
8. Chemistry, Meteorology, and the Function of Digestion, considered with reference to Natural Theology, per William Prout.